# Julian Trevelyan
Julian Otto Trevelyan (* 20. Februar 1910 in Dorking; † 12. Juli 1988 in Hammersmith) war ein britischer Künstler.

## Biografie
Trevelyan stammte aus der gleichnamigen britischen Adelsfamilie. Er war der Sohn von Robert Calverley Trevelyan und seiner Frau Elizabeth van der Hoeven. Sein Großvater war der liberale Politiker Sir George Otto Trevelyan und sein Onkel der Historiker George Macaulay Trevelyan.
Julian Trevelyan studierte zunächst am Trinity College (Cambridge) englische Literatur. Dann zog er 1931 nach Paris und schrieb sich im Atelier 17, der Druckgrafikschule von Stanley William Hayter, ein und arbeitete mit Künstlern wie Max Ernst, Oskar Kokoschka, Joan Miró und Pablo Picasso zusammen.
Im Jahr 1935 kaufte Trevelyan Durham Wharf an der Themse im Londoner Stadtteil Hammersmith. Dies wurde sein Zuhause und Atelier für den Rest seines Lebens. Er wurde ein anerkannter Surrealist und stellte 1936 auf der International Surrealist Exhibition in den New Burlington Galleries in London aus.
Von 1950 bis 1955 unterrichtete Trevelyan Kunstgeschichte und Radierung an der Chelsea School of Art. Von 1955 bis 1963 war er Dozent für Grafik am Royal College of Art und leitete dort die Grafikabteilung, wo er Einfluss auf viele junge Grafiker hatte, darunter David Hockney und Norman Ackroyd.
Trevelyan starb am 12. Juli 1988 in Hammersmith.
Rund 100 seiner Werke, vorwiegend Druckgrafiken, sind heute Bestandteil der Sammlung der Tate Gallery.